# Jonas Abib
Monseñor Jonás Abib Pacheco (Elias Fausto, 21 de diciembre de 1936-Cachoeira Paulista, 12 de diciembre de 2022) fue un sacerdote católico brasileño. Fue el fundador y líder de la Comunidad Canção Nova.

## Biografía
Nació en la ciudad de Elias Fausto, en el estado de São Paulo, sus padres fueron Sérgio Abib, de ascendencia sirio-libanesa, y Josefa Pacheco, de ascendencia italiana.
A la edad de siete años, comenzó la escuela primaria en el Colegio Padre Moye, dirigido por las Hermanas de la Providencia de Gap. A los doce años, empezó a estudiar en el Liceo Coração de Jesus y a trabajar en el taller de artes gráficas - sector de la encuadernación. A los trece años, fue trasladado a Ginásio São Manuel, en Lavrinhas (SP), con el objetivo de incorporarse al seminario salesiano, de donde luego partió para Pindamonhangaba (SP), para cursar el bachillerato en el Instituto do Eucharistic Heart , y luego a Lorena (SP), para estudiar Filosofía en el Instituto Salesiano de Filosofía y Pedagogía.
Después de esta etapa, estudió teología en São Paulo en el Instituto Teológico Salesiano Pio XI en Alto da Lapa.
En 1971, Abib tuvo una experiencia de oración en un retiro promovido por la Renovación Carismática, que marcó su vida y ministerio, habiéndose convertido, desde el principio, en uno de los principales líderes de este movimiento eclesial.
Su vida también estuvo marcada por la música, siendo uno de los pioneros de la música católica popular brasileña, actuando como compositor y cantante católico.

## Ordenación Sacerdotal
fue ordenado sacerdote por la orden salesiana en 1964, habiendo elegido el siguiente lema: "Hice todo por todos". Recién ordenado sacerdote, comenzó a trabajar con jóvenes en São Paulo, enseñando en la Facultad de Ciencias y Letras de Lorena y promoviendo encuentros y retiros, principalmente en la región de Valle del Paraíba, São Paulo.

## Ordenación Episcopal
El 9 de octubre del 2007, Jonas Abib recibió el título de Monseñor. El Papa Benedicto XVI le dio al sacerdote el título que se otorga a los sacerdotes que se destacan por los servicios relevantes prestados a la Iglesia y a los fieles en sus diócesis. La solicitud oficial fue hecha por el Obispo de la Diócesis de Lorena, Monseñor Benedito Beni dos Santos. La ceremonia de investidura tuvo lugar ocho días después, en la Cachoeira Paulista, en la sede de la Canção Nova.
En el mismo año, recibió el título de Corepiscopo de la Iglesia Maronita, otorgado por la Eparquía Maronita de Brasil a través del obispo Edgard Madi. Tal título es el honor más alto que un presbítero maronita puede recibir bajo el obispo y es otorgado directamente por el patriarca maronita. La ceremonia de investidura tuvo lugar el día del cumpleaños de Monseñor Jonas, en la Catedral maronita de Nuestra Señora del Líbano. La familia paterna de Monseñor Jonas estuvo originalmente ligada a la Iglesia Maronita, ya que su abuelo fue diácono de la misma cuando estuvo en el Líbano. Es tanto que Jonas Abib tuvo que pedir permiso a la Eparquía Maronita de Brasil para convertirse en diácono y presbítero por el rito romano.

## Pastor en la Comunidad de Canção Nova
En 1978, Jonas Abib, junto con un pequeño grupo de jóvenes, fundó la Comunidad Canção Nova, cuya misión es formar hombres nuevos para un mundo nuevo, para llevar la experiencia personal a la persona de Jesucristo a través de eventos y medios de comunicación.
En 1980, Canção Nova comenzó a actuar en los medios con Radio Canção Nova, en el municipio de Cachoeira Paulista, actuando en la antigua frecuencia de Radio Bandeirantes, ahora con nueva frecuencia que cubre todo Brasil.
A partir de 1989, Comunidade Canção Nova comenzó a trabajar con una retransmisora de TV, Canção Nova TVE de Río de Janeiro.
En el 2002, Abib celebró los 25 años de la Canção Nova. También en 2002 se reunió con el Papa Juan Pablo II.
En el 2004, junto con la Comunidad Canção Nova, inauguró el Centro de Evangelización Don João Hipólito de Moraes, lugar amplísimo para más de 80 mil personas.
Jonas Abib fue presidente de la Fundación Juan Pablo II y miembro del Consejo de Renovación Carismática Católica en Brasil, entre otras funciones.
La Comunidad Canção Nova, así como varias Nuevas Comunidades surgidas en los últimos 30 años en Brasil (Comunidad Católica Shalom, Comunidad Dulce Madre de Dios Comunidad Católica Mensaje, Comunidad de Dios MEL, Comunidad Católica Gospa Mira, Comunidad Sagrada Familia Alianza CASF ), Nuevas Comunidades en Brasil), es una Asociación Privada de Fieles, de origen generalmente mixto, es decir, hombres, mujeres y/o religiosos. 
En 2008, la Comunidad Canção Nova recibió el Reconocimiento Pontificio de la Iglesia, que certifica que es, a partir de entonces, una Asociación Internacional de Fieles.

## Fallecimiento
Abib murió a la edad de 85 años, a las 22:14, hora local del 12 de diciembre del 2022, en Cachoeira Paulista (SP). El comunicado oficial sobre su muerte fue emitido por la Comunidade Canção Nova en la madrugada del 13 de diciembre. A las 4:15 horas, el cuerpo religioso llegó al Centro de Evangelización Dom João Hipólito, que ya tenía decenas de misioneros y fieles esperándolo. Su entierro está previsto para el jueves 15 de diciembre. La causa de su muerte, según la misma comunidad, fue insuficiencia respiratoria por broncoaspiración y disfagia motora.
Su muerte fue lamentada por muchos fieles, religiosos y políticos, causando gran conmoción, especialmente entre los católicos brasileños. El presidente de la República, Jair Bolsonaro, afirmó que Jonas Abib fue “un fiel servidor de Dios” y deseó las condolencias, en nombre del gobierno federal, a su familia y amigos. El presidente también decreta luto oficial por un día.
Con las rápidas repercusiones de su muerte, algunos fieles le atribuyeron una reputación de santidad, basada en su fuerte carisma y su intensa entrega a la evangelización.